# Едельсфельд
Едельсфельд (нім. Edelsfeld) — громада в Німеччині, розташована в землі Баварія. Підпорядковується адміністративному округу Верхній Пфальц. Входить до складу району Амберг-Зульцбах.
Площа — 34,72 км2. Населення становить 1958 ос. (станом на 31 грудня 2020).